# Bandeira do Vermont

A bandeira do Vermont desde 1 de junho de 1923.

Bandeira da República do Vermont (1777-1791).

A bandeira do Vermont consiste no Brasão de armas do estado em um espaço em azure. Abaixo do escudo há uma faixa vermelha com o nome do estado "Vermont" e o lema: "Freedom and Unity" (em português, "Liberdade e união"). O lema é o centro do ideal de Vermont de equilibrar liberdade pessoal com responsabilidade individual da comunidade. A bandeira atual foi adotada pela Assembleia Geral do estado de Vermont em 1 de junho de 1923.
Uma bandeira de desenho similar, mas pintada em cetim, foi a usada como a bandeira do Governo desde 1830 a 1923. Durante a guerra civil a bandeira da infantaria possuía desenho similar e pode ser vista na Vermont State House na antiga Câmara da Suprema Corte, agora usada como uma sala para uma assembleia de membros escritores.
Por causa do formato similar de muitas outras bandeiras, especialmente a de Maine, da Pensilvânia, de Nova York e a de Michigan, alguns sugerem a adoção da bandeira da República de Vermont (um estandarte original de infantaria, o Green Mountain Boys) ou um desenho completamente novo.